# Macer Floridus
De viribus herbarum
Pour les articles homonymes, voir Macer.
Macer Floridus est le pseudonyme de l'auteur de De viribus herbarum, un poème didactique datant du dernier quart du XIe siècle composé de 2 269 hexamètres qui décrit 77 plantes médicinales et leurs propriétés curatives. Macer Floridus a souvent été confondu avec Æmilius Macer, qui vivait au Ier siècle av. J.-C. Certaines sources l'identifient à un certain Odon de Meung (en latin : Odo Magdunensis).